# Црква брвнара у Дубу
Црква брвнара у Дубу се налази у селу Дуб, код Бајине Баште. Дупска црква брвнара спада међу наше највеће и најлепше цркве ове врсте. Представља споменик културе од изузетног значаја.

## Историја
Црква брвнара изграђена је 1792. године, а обновљена 1828. године. Према извештају нахијских старешина кнезу Милошу из 1832. године о свим новоизграђеним храмовима, Црква Вазнесења Христовог у Дубу је изграђена 1792. године. Храм је подигнут на темељима старије богомоље. У оним временским раздобљима када је манастир Рача био у рушевинама Црква брвнара у Дубу је преузимала улогу духовног средишта тог краја. Храм је до 1885. године био метох манастира Рача, када је добила своју самосталност и парохију. Комплетна архива цркве је изгорела 1916. године у пожару који је подметнула аустроугарска војска тако да знамо да је црква обновљена само једном и то 1828. године.

## Опис
Црква брвнара је изграђена од масивних талпи, са петоугаоном олтарском апсидом и дубоким тремом који је накнадно дограђен. Трем је затворен у доњем делу, док су у горњем делу лучни отвори завршени даскама које су профилисане. Кров је доминантно висок и покривен је ситном клисом. Храм у Дубу је наш најрепрезентативнији пример цркве брвнаре осаћанског типа. То је постигнуто уз помоћ изванредне градитељске вештине и обрадом дрвета до најситнијих детаља као што су резбарија врата, довратника и надвратника као и дрвени стојећи чираци и полијелеји.

## Иконостас
У овој малој цркви која није тако позната имамо много занимљиву збирку икона. Ове иконе су насликане у Русији у провинцијским радионицама крајем 18. и почетком 19.века. Иконе су произвођене серијски и самим тим су се могле набавити по приступачним ценама. Због угледа који је уживао Хаџи Милентије у Русији престоне иконе су биле много бољег квалитета од других сачуваних по Србији. Иконе које су сликали бјелопавлички зографи Лазовићи су вероватно прво биле у манастиру Рача јер су они учествовали у обнављању манастира Рача у периоду од 1818.год. до 1826. године. Манастир Рача је добио нови иконостас 1841. године па је самим тим део икона са старог иконостаса додељен околним црквама. Обзиром да је Црква брвнара у Дубу била метох манастира Рача до 1885. године велики део икона је додељен дупској цркви. Иконе су склоњене на таван цркве пре 1916. године и пронађене су 50-их година 20.века. Из дупске цркве без одобрења црквених власти многи вредни предмети су 50-их година прошлог века пренесени у Музеј у Ужицу.